# Młynów (Warszawa)
Młynów – osiedle i obszar MSI w dzielnicy Wola w Warszawie.

## Położenie
Osiedle Młynów znajduje się pomiędzy:
- koleją obwodową
- ul. Ostroroga od północy (granica z Powązkami)
- murami cmentarzy powązkowskich i ul. Okopową od wschodu (granica z Nowolipkami)
- al. „Solidarności” i ul. Wolską od południa.

Osiedle to zajmuje północną część centralnej części dzielnicy, rejon MSI o tej samej nazwie obejmuje południową część Woli właściwej, której nie wyodrębniono, aby nie dublowała się z nazwą dzielnicy.

## Nazwa
Nazwa osiedla Młynów wywodzi się od tradycji młynarskich tej części miasta – w XIX w. znajdowały się tu liczne wiatraki.